# Mel do Alentejo
O Mel do Alentejo DOP é um produto de origem portuguesa com Denominação de Origem Protegida pela União Europeia (UE) desde 21 de junho de 1996.

## Agrupamento gestor
O agrupamento gestor da denominação de origem protegida "Mel do Alentejo" é a MONTEMORMEL- Associação de Apicultores do Concelho de Montemor-o-Novo.